# Lassance
Lassance là một đô thị thuộc bang Minas Gerais, Brasil. Đô thị này có diện tích 3213,578 km², dân số năm 2007 là 6458 người, mật độ 2 người/km².